# Sommerance
Sommerance település Franciaországban, Ardennes megyében. Lakosainak száma 48 fő (2022. január 1.). Sommerance Exermont, Fléville, Landres-et-Saint-Georges, Saint-Juvin és Romagne-sous-Montfaucon községekkel határos.

## Népesség
A település népessége az elmúlt években az alábbi módon változott:
| Lakosok száma | 78   | 58   | 65   | 48   | 42   | 39   | 37   | 43   | 46   | 48   |
|               | 1968 | 1982 | 1990 | 2006 | 2013 | 2015 | 2017 | 2019 | 2020 | 2022 |